# Berberis saxorum
Berberis saxorum är en berberisväxtart som beskrevs av Ahrendt. Berberis saxorum ingår i släktet berberisar, och familjen berberisväxter. Inga underarter finns listade i Catalogue of Life.